# Leptogenys donisthorpei
Leptogenys donisthorpei é uma espécie de formiga do gênero Leptogenys, pertencente à subfamília Ponerinae.